# Donrichardsia patulifolia
Donrichardsia es un género monotípico de musgos hepáticas perteneciente a la familia Amblystegiaceae. Comprende 2 especies descritas y de estas, solo una aceptada. Su única especie es: Donrichardsia patulifolia.

## Taxonomía
Donrichardsia patulifolia fue descrita por (Cardot & Thér.) Ignatov & Huttunen	 y publicado en Arctoa, a Journal of Bryology 11: 274. 2002.
Sinonimia
- Platyhypnidium patulifolium (Cardot & Thér.) Broth.
- Rhynchostegium patulifolium Cardot & Thér. basónimo